# Urophora hispanica
Urophora hispanica är en tvåvingeart som beskrevs av Gabriel Strobl 1905. Urophora hispanica ingår i släktet Urophora och familjen borrflugor. Inga underarter finns listade i Catalogue of Life.